# Daniel Schuhmacher
Pour les articles homonymes, voir Schuhmacher.
 (janvier 2025).
Si vous disposez d'ouvrages ou d'articles de référence ou si vous connaissez des sites web de qualité traitant du thème abordé ici, merci de compléter l'article en donnant les références utiles à sa vérifiabilité et en les liant à la section « Notes et références ».
Daniel Schuhmacher, né le 19 avril 1987 à Pfullendorf (Allemagne), est un chanteur et guitariste allemand. Il a gagné la sixième saison de Deutschland sucht den SuperStar (DSDS) le 9 mai 2009.

## Discographie

### Singles
- 2009 : Anything But Love
- 2009 : Honestly
- 2010 : If it's love
- 2010 : Feel
- 2011 : On a new wave
- 2013 : Rolling stone
- 2013 : Gold
- 2014 : Lose control - Damon Paul feat. Daniel Schuhmacher
- 2014 : Electric heart
- 2014 : Last Christmas 2k15 - Damon Paul feat. Daniel Schuhmacher
- 2016 : Small Town Boy
- 2018 : Venus Or Mars
- 2019 : Feelings
- 2020 : Ecstasy
- 2020 : Just Be Good To Me
- 2020 : Keine Fashion (DJ Herzbeat feat. Daniel Schuhmacher)
- 2020 : Hypnotized
- 2020 : Cold
- 2020 : Christmas Joy
- 2021 : The Tea
- 2021 : The Tea (acoustic)
- 2021 : Delusional
- 2021 : Hypnotized (Remix) (avec NOAHG)
- 2021 : What U Want
- 2022 : Don't Run Away
- 2022 : ...And Just Like That
- 2022 : You Are Alive
- 2022 : ...And Just Like That REMIX (avec KEES POP)
- 2022 : Skin I'm In (Radio Edit) (publication: 21.10.2022)
- 2022 : Skin I'm In (Dance Version)
- 2022 : Under Pressure
- 2023 : Sippin' on the Good Life

### Albums
- 2009 : The Album
- 2010 : Nothing to lose
- 2012 : I Lose Myself in the Music – An Evening with Daniel Schuhmacher (DVD)
- 2013 : Diversity
- 2016 : You Want It (sous le nom DSFZKE)